# 大刀王五
大刀王五（1844年—1900年）。本名王正谊，字子斌，乳名安子，回族，祖籍河北沧州，清末武術家。由于王五於李凤崗师门中排行第五，绰号“小五子”，善用大刀，因此江湖称其为「大刀王五」。

## 生平
王五出生微寒，自幼家境清苦，十二岁到烧饼铺学徒。从小拜沧州“成兴镖局”名镖师双刀李鳳崗为师学艺。而立之年进北京办“源顺镖局”，随之又拜“昆仑派”的“山西董”为师改学单刀。[來源請求]
光绪五年（1879年），大刀王五到北京前门外创立源顺镖局（后来迁往广安大街）。源顺镖局活动范围广大，北自山海关，南到江苏淮安市清江浦。大刀王五为人仗义行侠，结交维新人士；谭嗣同年少时曾随大刀王五学武术。1898年戊戌变法失败，八月间谭嗣同曾和大刀王五谋救光绪帝，未成。谭嗣同被害后，王五冒风险为谭收尸，并运回湖南浏阳家乡安葬，此事一时成为京师之美谈。现存「恭维匾」、「功德匾」各一块，是王五一生的真实写照。
光緒年間，有一年七月十五日，南橫街東口的小東岳廟時逢廟會，熱鬧非凡。逛廟會人中，幾個有錢有勢的紈绔子弟，幹出一些侮辱回民的舉動，引起在場回民的極大憤怒，定要拼個你死我活，眼看事情越鬧越大。王五得知後，奔波於牛街、南橫街一帶，勸說雙方，平息了幾乎釀成回漢械鬥的事態。事後，肇事者的家長王某敬送了這塊功德匾。
光緒二十六年（1900年），「庚子事變」時，義和團等大師兄張德成等等，久慕王五大名，曾親登源順鏢局拜會王五，請其出山，舉滅洋大旗。義和團失敗後，由於當地「混混兒」的告密，清政府逮捕了王五，後轉送到八國聯軍的德國人手裡，被槍殺於前門外東河沿。其首級被联军梟首。傳說霍元甲怜之，偷取其首后葬之。

## 有關流行文化
- 電影：

- 1950年《大刀王五血戰小霸王》
- 1951年《大刀王五浴血殲仇記》
- 1973年《大刀王五》（英语為“The Iron Bodyguard”，邵氏影片，陳觀泰飾演）
- 1985年《大刀王五》（英语為“Kung Fu Hero Wang Wu”）
- 1993年《一刀傾城》（又名《神州第一刀》，洪金寶導演，楊凡飾演）
- 1993年《大刀王五》 （香港無線電視电视电影,杜琪峰導演,鄭浩南飾演）

- 电视剧：

- 1971年《大刀王五》（台視單元劇《台視國語電視小說》之一，吳桓主演）
- 1976年《近代豪俠傳之大刀王五》（香港無線電視的單元劇之一，王青飾演）
- 1976年《十大刺客之大刀王五》（香港麗的電視，羅石青飾演）
- 1976年《精武門》（香港佳藝電視，麥天恩飾演）
- 1995年《京城镖局》（中国大陆电视剧，张多福飾演）
- 1999年《英雄之廣東十虎》（香港亞洲電視電視劇，元彬飾演，此劇王五為非主線角色）
- 2000年《霍元甲（2000年电视剧）》
- 2003年《英雄·刀·少年》（香港無線電視電視劇，吳卓羲飾演）
- 2008年《霍元甲》（香港亞洲電視广播，吳毅將飾演）
- 2020年《大侠霍元甲》（CCTV电视剧，张永刚饰演，此剧王五为非主演角色）

- 京剧：

- 2021年《大刀王五》（北京京剧院京剧，詹磊饰演王五）

- 小说：

- 《北京法源寺》（李敖著）。

- 香港漫畫：

- 《醉拳》書中主角王無忌為大刀王五之子（黃玉郎、張萬有等著）。
- 《神兵玄奇F-清末篇》（黃玉郎作品，曹志豪主編，鍾英偉編劇）。

- 電子遊戲：

- 《侍魂》系列中王虎之設計原型被認為取材自大刀王五。

### 書籍
- 梁启超《诗话》《饮冰室合集》第5册
- 梁启超《谭嗣同传》《饮冰室合集》第6册